# Sedosa

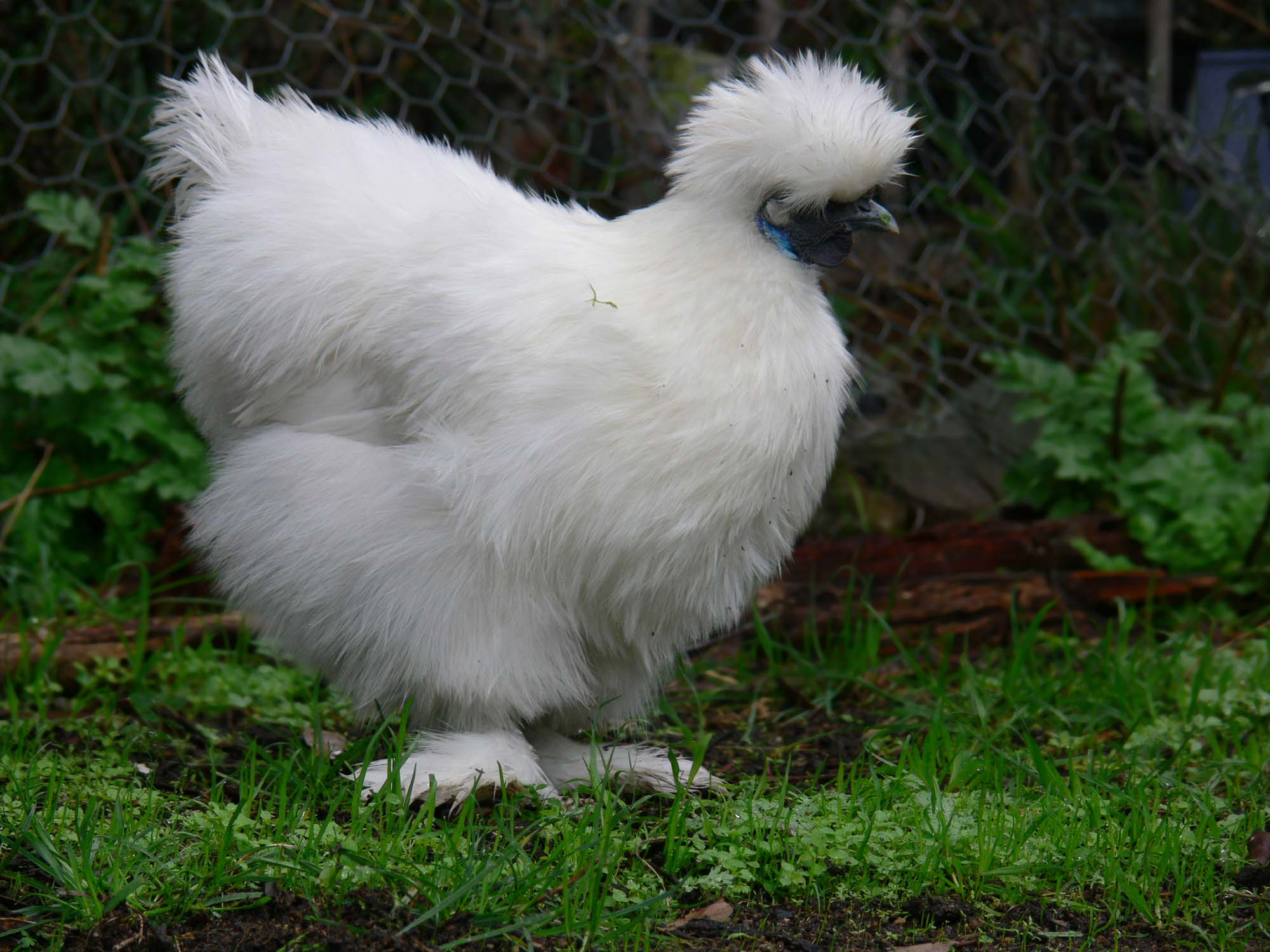
Uma galinha de seda branca

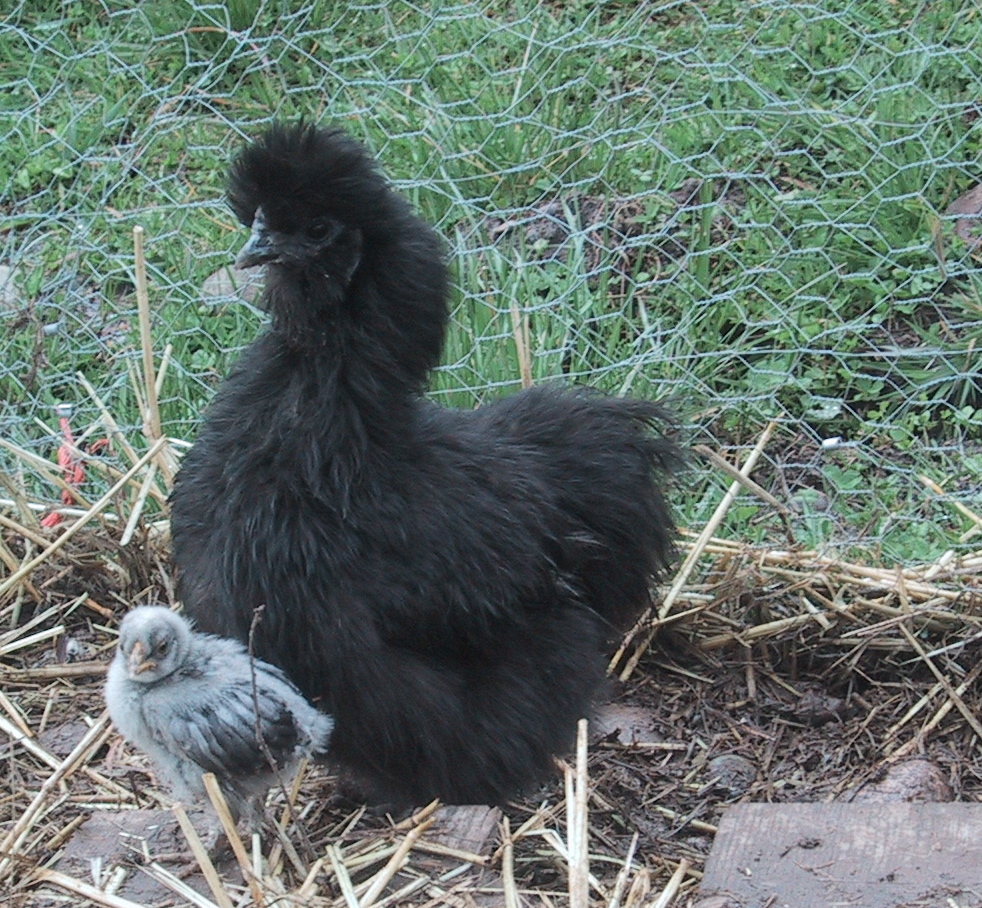
Uma galinha de seda preta e seu filhote.

As Sedosas, também Silkie ou Moroseta, são uma raça de galinha 
com várias características incomuns, tais como o corpo e ossos azul escuro, lóbulos das orelhas azuis, cinco dedos em cada pé (a maioria dos frangos só possuem quatro) e um tufo de penas na cabeça e nas pernas. Elas são muitas vezes expostas em mostras de aves, e possuem em várias cores (vermelho, amarelo, azul, preto, branco e perdiz).
As sedosas são conhecidas pelo temperamento calmo e dócil.
A espécie é provavelmente originária da China ou do Sudeste Asiático. O primeiro relato ocidental da raça vem de Marco Polo, que mencionou galinhas com pele semelhante a sua plumagem em uma viagem no continente asiático no século XIII. O autor do Renascimento Ulisse Aldrovandi também falou sobre frangos semelhantes.